# (7564) Gokumenon
(7564) Gokumenon est un astéroïde de la ceinture principale.

## Description
(7564) Gokumenon est un astéroïde de la ceinture principale. Il fut découvert le 7 février 1988 à Kavalur par Rajgopalan Rajamohan. Il présente une orbite caractérisée par un demi-grand axe de 2,76 UA, une excentricité de 0,21 et une inclinaison de 10,9° par rapport à l'écliptique.

## Compléments